# Rio Cheleleka
O Rio Cheleleka é um curso de água  da região central da Etiópia.